# Marc Hollogne
Marc Hollogne conosciuto anche come Marciel (27 dicembre 1961 – 14 gennaio 2025) è stato un attore, regista teatrale e compositore belga, principalmente noto per le sue commedie "Cinema-Teatro", la maggior parte delle quali ebbero come personaggio Marciel, in una mescolanza di teatro, cinema e canto.

## Biografia
Ex partecipante al programma in lingua francese La Course autour du monde, scrisse un centinaio di canzoni, che gli permisero di collaborare nel 1993 all'album Mon coeur s'envole, registrato per gli 80 anni di Charles Trenet, firmando anche gli arrangiamenti musicali, prima di mettere in scena all'Opéra Bastille lo spettacolo celebrativo dell'anniversario del "Fou chantant". Nel 2011 si esibì al teatro Déjazet con L'illuminé, il suo 44° spettacolo, per celebrare i 30 anni di carriera.

## Cinema-Teatro
- 1980: Tour de chant 80
- 1981: Invraisemblable mais vrai
- 1983: Matricule 44.088
- 1985: Amadeus made in Belgium: "Raoul Boisingeriez"
- 1985: L'autre: "Raoul Boisingeriez"
- 1986: Le Singe humain: "Raoul Boisingeriez"
- 1987: Manoë: "Romain"
- 1988: Détour de chant: "Raoul Boisingeriez"
- 1988: Achille Zombier: "Achille"
- 1991: Max: "Max"
- 1993: Boum à la Bastille
- 1997: Marciel monte à Paris: "Marciel"
- 1999: Marciel tire le portrait: "Marciel"
- 2000: Dix mille ans de Magie
- 2000: L'Odyssée de l'écran
- 2000: Marciel en campagne: Marciel
- 2000: La Guichettière
- 2001: Marciel et le logiciel: "Marciel"
- 2003: Marciel Hallucine: "Marciel"
- 2004: Chansons croisées: "Marciel"
- 2006: Marciel in Italia - I Colori della Vita: "Marciel"
- 2007: Marciel in Jordania: "Marciel"
- 2008: Marciel médium: "Marciel"
- 2010: L'illuminé: "Casignac"

## Filmografia
- Per caso o per azzardo (Hasards ou coïncidences), regia di Claude Lelouch (1998)
- Le bianche tracce della vita (The Claim), regia di Michael Winterbottom (2000)
- Captain Abu Raed, regia di Amin Matalqa (2008)
- Bulles de Vian, regia di Marc Hollogne (2009)